# Malcolm Keen
Malcolm Keen (wym. [ˈmælkəm kin]; ur. 8 sierpnia 1887 w Bristolu, zm. 30 stycznia 1970 w Londynie) – angielski aktor filmowy i teatralny, związany między innymi ze scenami londyńskiego West Endu. Wielokrotnie wyróżniany za występy w spektaklach wystawianych na Broadwayu i wspomnianym West Endzie.

## Życiorys
Malcolm Keen urodził się 8 sierpnia 1887 w Bristolu. W 1902 debiutował w londyńskim Her Majesty’s Theatre rolą Klaudiusza w spektaklu Ulysses pióra Stephena Phillipsa (kreację tę powtarzał w sezonie 1930–1931 na West Endzie). Od 1916 regularnie występował na londyńskich scenach, w tym między innymi w szekspirowskich sztukach Ryszard III (1915–1916), Hamlet (1929–1930) (w sezonie 1936–1937 Keen wcielił się w króla Klaudiusza w wersji Hamleta reżyserowanej przez Johna Gielguda, wystawianej w Nowym Jorku; czytał również wersy ducha) oraz Romeo i Julia (1932–1933). W 1916 zadebiutował na dużym ekranie w niemym filmie Jimmy (reż. A.V. Bramble, Eliot Stannard).
W połowie lat 20. XX wieku Keen nawiązał współpracę z angielskim reżyserem Alfredem Hitchcockiem, u którego wystąpił w trzech niemych produkcjach: Orzeł z gór (1927), Lokator (1927) i Człowiek z wyspy (1929). Grał również w sztukach na Broadwayu – Josef Suss (1930), Love for Love (1947), Man and Superman (1947–1948, 1949), The Enchanted (1950), Romeo i Julia (1951), Three Wishes for Jamie (1952), Wiele hałasu o nic (1959) i The School for Scandal (1963).
Malcolm Keen zmarł 30 stycznia 1970 w Londynie. Jego zwłoki poddano kremacji, a prochy rozsypano na terenie tamtejszego Golders Green Crematorium. Był ojcem aktora Geoffreya Keena (1916–2005), znanego między innymi z roli Fredericka Graya w filmach o przygodach Jamesa Bonda.

## Wybrana filmografia

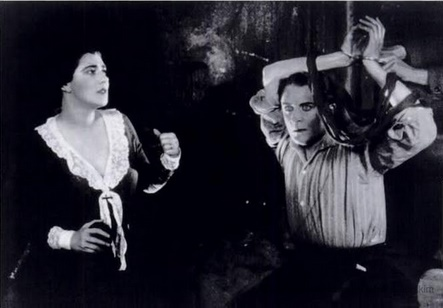
Nita Naldi i Malcolm Keen w kadrze z filmu Orzeł z gór (1927)

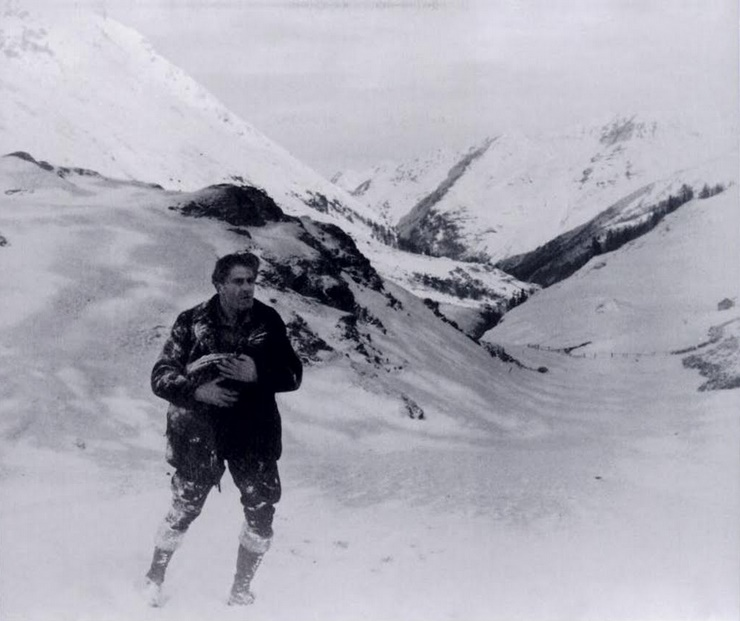
Malcolm Keen jako John „Fear o’ God” Fulton w filmie Orzeł z gór (1927)

Opracowano na podstawie materiału źródłowego:
- 1916: Jimmy – doktor Stoneham
- 1917: The Lost Chord – David
- 1917: A Master of Men – Enoch Strone
- 1922: A Bill of Divorcement – Hilary Fairfield
- 1925: Settled Out of Court – detektyw
- 1927: Orzeł z gór – John „Fear o’ God” Fulton
- 1927: Lokator – detektyw Joe Chandler
- 1929: Człowiek z wyspy – Philip Christian
- 1930: Wolves – Pierre
- 1931: The House of Unrest – Hearne
- 1931: 77 Park Lane – Sherringham
- 1931: Jealousy – Henry Garwood
- 1934: Whispering Tongues – inspektor Dawley
- 1934: Dangerous Ground – Mark Lyndon
- 1934: The Night of the Party – lord Studholme
- 1936: The Lonely Road – profesor
- 1937: Sixty Glorious Years – William Ewart Gladstone
- 1938: Mr. Reeder in Room 13 – Peter Kane
- 1942: The Great Mr. Handel – lord Chesterfield
- 1951: Dick Turpin’s Ride – sir Thomas de Veil
- 1957: The Birthday Present – Bristow
- 1960: Makbet – Duncan I (film telewizyjny)
- 1961: Franciszek z Asyżu – biskup Guido
- 1962: O życie dla Ruth – pan Harris senior